# ニルス・ニールセン
ニルス・ニールセン（Nils Herbert Kromann Nielsen、1971年11月3日 - ）は、デンマーク出身のサッカー指導者。

## 経歴
デンマーク領グリーンランド・ヌーク出身。両親はともに教師で、20世帯ほどしかない小さな村で生まれ育った。両親の離婚を機に5歳で母親とデンマークに移住。そのとき住んだ家の隣に地元サッカークラブのピッチがあったことがきっかけとなりサッカーを始めた。
生まれつき脊柱側彎症で脊柱の一部が欠けていたため医者に接触のあるスポーツを止められていたが、食事を忘れるほどサッカーに熱中したという。小柄だったが技術があったためチームの主将などを務め、育成世代までは最高レベルのリーグでプレーしていたが、19歳の時に椎骨を折る大怪我を負った所為で慢性的な怪我と痛みに悩まされるようになり、指導者への道を進み始めた。
1990年代から2010年過ぎまで、FCコペンハーゲン、ABコペンハーゲン、ブレンビーIFなどデンマークのクラブの他、デンマーク代表の育成世代の監督を務める。
2013年8月、デンマーク女子代表監督に就任。UEFA欧州女子選手権2017ではデンマークを準優勝に導き、同年のFIFA女子年間最優秀監督賞で2番手に選出された。
2018年には、中国U-20女子代表のコーチを務め、2018 FIFA U-20女子ワールドカップに出場した。
2018年9月、スイス女子代表監督に就任、UEFA欧州女子選手権2022でも指揮を執った。
2023年から2年間、マンチェスター・シティWFCのテクニカルダイレクターを務めた後、2024年12月12日、日本女子代表（なでしこジャパン）の監督に就任した。日本女子代表監督として初の外国人監督である。
2025年2月26日、就任から17試合負けなしのエマ・ヘイズ体制のアメリカ女子代表を破りなでしこジャパンにシービリーブスカップ初優勝をもたらした。

## 主な監督歴
- 2013年 - 2017年 デンマーク女子代表監督
- 2018年 - 2022年 スイス女子代表監督
- 2024年 - 現在 日本女子代表（なでしこジャパン）監督

## タイトル

### 指導者時代
日本女子代表
- シービリーブスカップ：1回（2025）